# 梅田隆司
梅田 隆司（うめだ たかし、1952年2月16日 - ）は日本の音楽指揮者。大阪桐蔭高等学校吹奏楽部監督。京都文教短期大学客員教授。

## 略歴
「関西ブラウン管製作所」というブラウン管製作を行っていた会社を経営する家に生まれる。弟と妹がいる。 
中学校に進むと野球部に入るが小柄であったため、吹奏楽部に転部。部員も10名程で顧問もほとんど出席しない弱小であった。高校は大阪市立扇町第二商業高等学校（定時制）に進学。昼間は大阪ヤクルトに勤めていた。高校卒業後は大阪市内の酒場などでピアノの演奏の仕事を行った。24歳で大阪音楽大学声楽学科に入学。 
大学卒業後は母校の中学校などで常勤講師として勤務。その後、採用試験に合格し、大阪市立港中学校、大阪市立生野中学校、大阪市立城陽中学校などで教鞭を取り、吹奏楽部の指導に当たる。オーボエ奏者の古部賢一は港中学校時代の教え子である．古部によれば、梅田先生の勧めで吹奏楽部でオーボエを担当することになったという。また、東京藝術大学への進学を勧めたのも梅田先生であったと述べている。
大阪市内の公立中学校にて28年間音楽教師をし、2006年より大阪桐蔭高等学校吹奏楽部の総監督に着任。この年、創部から僅か2年、1、２年生のみで全日本吹奏楽コンクール全国大会初出場（銀賞）を達成する。創部から僅か2年での全国大会出場は史上最速記録である。2008年には、全日本マーチングコンテスト全国大会に初出場を果たす（以後、同コンテストに通算5回出場し、「金賞」4回受賞）。2009年には全日本吹奏楽コンクールにおいて同部初となる金賞を全体一位の成績で受賞。以来、計12回全日本吹奏楽コンクールに出場し、金賞を計5回受賞。
近年の同校硬式野球部の甲子園大会での躍進とともに吹奏楽部による応援が注目され、大会の名物の一つとなっている。近年は吹奏楽部での指導実績や甲子園大会での応援が注目され、テレビ出演なども増えている。
2018年4月より、京都文教短期大学の客員教授に就任している。
2022年にはベストファーザー賞（in関西）を受賞した。

## メディア出演(大阪桐蔭高等学校吹奏楽部総監督就任以降）

### 出演した主なテレビ番組
- 1億人の大質問!?笑ってコラえて!（2013年）
- 24時間テレビ（2014年、2020年）
- 嵐にしやがれ（2018年）
- ベストヒット歌謡祭(2018年，DA PUMPとのコラボでUSAを披露)
- 世界一受けたい授業（2019年（スタジオ出演）、2020年（無観客卒業公演放送）、2021年（卒業公演放送））

### 著名人とのコラボ（大阪桐蔭高等学校吹奏楽部とのコラボ）
- YOASOBI（UT×YOASOBI 『SING YOUR WORLD』、「ラブレター」）（2021年）
- DA PUMP（ベストヒット歌謡祭(2018年））
- 新妻聖子、堺正章（世界一受けたい授業（2019年））
- DREAMS COME TRUE（「ＥＮＥＯＳ × DREAMS COME TRUE ドリカム30周年前夜祭 〜 ENERGY for ALL 〜」オープニングアクト（2018年）、「あなたとトゥラッタッタ♪」BRASS BAND VERSION（2018年））
- 高橋まこと（BOOWY）（比叡山延暦寺・照隅祭（2019年））
- 梶原徹也（THE BLUE HEARTS）（比叡山延暦寺・照隅祭（2019年））
- 天童よしみ（『うたコン』(2020年）、アルバム収録曲「あんたの花道」演奏（2021年））
- 上沼恵美子（「第18回わが心の大阪メロディー」（2018年）、「第20回わが心の大阪メロディー」（2020年））
- 和田アキ子（「第20回わが心の大阪メロディー」（2020年））
- ベリーグッドマン(ライトスタンド)